# Piotr Karpuś
Piotr Karpuś (ur. 4 maja 1947) – polski ekonomista, doktor habilitowany nauk ekonomicznych, emerytowany profesor nadzwyczajny Uniwersytetu Marii Curie-Skłodowskiej.

## Życiorys
W 1974 obronił Wydziale Ekonomicznym UMCS pracę doktorską pt. „Zmiany strukturalne a rozwój gospodarczy”. Stopień doktora habilitowanego nauk ekonomicznych uzyskał w 1989 na UMCS za pracę pt. „Kształtowanie struktury gospodarczej Polski”. 
Pracował na Wydziale Ekonomicznym UMCS, był kierownikiem Zakładu Finansów Podmiotów Gospodarczych. W latach 1990–1992 i 1996–2000 był prodziekanem, a w latach 2002–2005 dziekanem Wydziału Ekonomicznego UMCS.